# Эльстир
Эльстир (фр. Elstir) — один из основных персонажей цикла романов Марселя Пруста «В поисках утраченного времени» (далее — «Поиски»), вымышленный художник.

## Эльстир в «Поисках»
Художник Эльстир, в молодости завсегдатай салона Вердюренов, имел там прозвище «Биш» (Biche) (годы спустя г-жа Вердюрен назовёт его «Тишем») и «„отмачивал“, по выражению г-на Вердюрена, „что-нибудь этакое забористое, и все надрывали себе животики от смеха“, особенно г-жа Вердюрен». Много лет спустя профессор Бришо, вспоминая по просьбе Рассказчика «стародавние времена» салона Вердюренов, рассказал ему «о шутках Эльстира (которые он называл „чистейшим балаганом“): как-то раз, надумав одну штуку в последнюю минуту, Эльстир явился в костюме метрдотеля из шикарного ресторана и, обнося гостей блюдами, шепнул несколько вольных словечек на ухо крайне чопорной баронессе Пютбю, причем та покраснела от гнева и от испуга; затем, исчезнув до конца обеда, он велел внести в салон ванну, доверху налитую водой, откуда, когда все встали из-за стола, он вышел совершенно голый, отчаянно ругаясь. А ещё Бришо рассказал об ужинах, на которые все приходили в бумажных костюмах, разрисованных, вырезанных, раскрашенных Эльстиром, — настоящих произведениях искусства». Образ молодого «маэстро Биша», не гнушавшегося порой «претенциозных и пошлых тирад», обрисован автором отрывочно и скорее представлял собой маску, скрывающую его творческое лицо: Шарль Сван, часто встречавшийся с ним у Вердюренов во время своего романа с Одеттой, считал, что художник «неприятен, когда старается удивить», но признавал его одним из самых блестящих умов, каких он только знал.
Встреча юноши-Рассказчика с Эльстиром происходит во время его первого приезда в Бальбек. В одном из приморских ресторанов Рассказчик и его друг Сен-Лу напросились на знакомство с художником — как поклонники его искусства и сославшись на знакомство со Сваном. «Эльстир сел за наш столик, но, сколько я не пытался ввернуть в разговор что-нибудь о Сване, он ничего на это не отвечал... А вот в свою мастерскую он меня пригласил, — не пригласив Сен-Лу, — …чем я был обязан нескольким сказанным мною словам, из коих Эльстир сделал вывод, что я люблю искусство». В мастерской художника Рассказчик случайно встречает старый акварельный портрет молодой женщины, внизу которого было подписано: «Мисс Сакрипант, октябрь 1872» (персонаж оперетты «Сакрипант» (1866), где герой появляется на сцене переодетым в женщину). В изображённой модели Рассказчик узнаёт молодую г-жу Сван, что Эльстир поначалу пытался скрыть. Позднее Рассказчик вспоминал этот «гениальный, но не похожий портрет Одетты, написанный Эльстиром, — он представляет собой не столько портрет возлюбленной, сколько искажённое изображение любви. В нём только один недостаток, и это недостаток стольких других портретов: он принадлежит кисти великого художника и в то же время влюблённого (поговаривали, будто Эльстир был любовником Одетты). Несходство оправдывает вся жизнь влюблённого, влюблённого, безумство которого никто не понимает, вся жизнь, скажем, Свана. Но когда возлюбленный становится ещё и художником, как Эльстир, то вот вам и разгадка: у вас перед глазами губы, на которые человек обыкновенный никогда не обращал внимания, нос, о котором никто ничего не мог бы сказать, походка, которую никто не замечал. Портрет говорил: „Я любил, я страдал, я всем этим без конца любовался“».
Видя разочарование Рассказчика, случайно узнавшего, что он и маэстро Биш, «тот нелепый, с порочными наклонностями, художник, которого когда-то принимали у себя Вердюрены», — один и тот же человек, — Эльстир поступил «как настоящий учитель»: "вместо того, чтобы отомстить за себя, он предпочёл сказать мне нечто поучительное. «Нет такого благоразумного человека, — заметил он, который в молодости не наговорил бы чего-нибудь, или даже не вёл бы образ жизни, воспоминание о котором было бы ему неприятно и который ему хотелось бы перечеркнуть. Но жалеть ему об этом всё-таки не следует: он не может поручиться, что всякого рода нелепые или омерзительные воплощения, которые должны предшествовать последнему воплощению и через которые он прошел, не умудрили его».

## О стиле Эльстира
Подобно композитору Вентейлю, писателю Берготу, актрисе Берма, в образе Эльстира, в его произведениях и в его отношении к искусству для Рассказчика и автора проявляется один из идеалов творческой личности. «Усилия, которые затрачивал Эльстир для того, чтобы перед лицом живой жизни отрешиться от своих умозрительных построений, были тем более поразительны, что он, становившийся, прежде чем начать писать, неучем, всё забывавший в силу своей честности, ибо то, что ты знаешь, это не твоё, был человеком необычайно образованным». «Нам нелегко представить стиль его работ, тем более, что он всё время разный: как объясняет автор, в нём есть несколько, не менее трёх, периодов... важно то, что Эльстир нам показывает и рассказывает. Его мнение все, включая автора, который эти мнения придумал, выслушивают со вниманием: у него „бездна вкуса“ и он современен, в меру теоретичен и оригинален, его картины „надо знать“».

## Прототипы

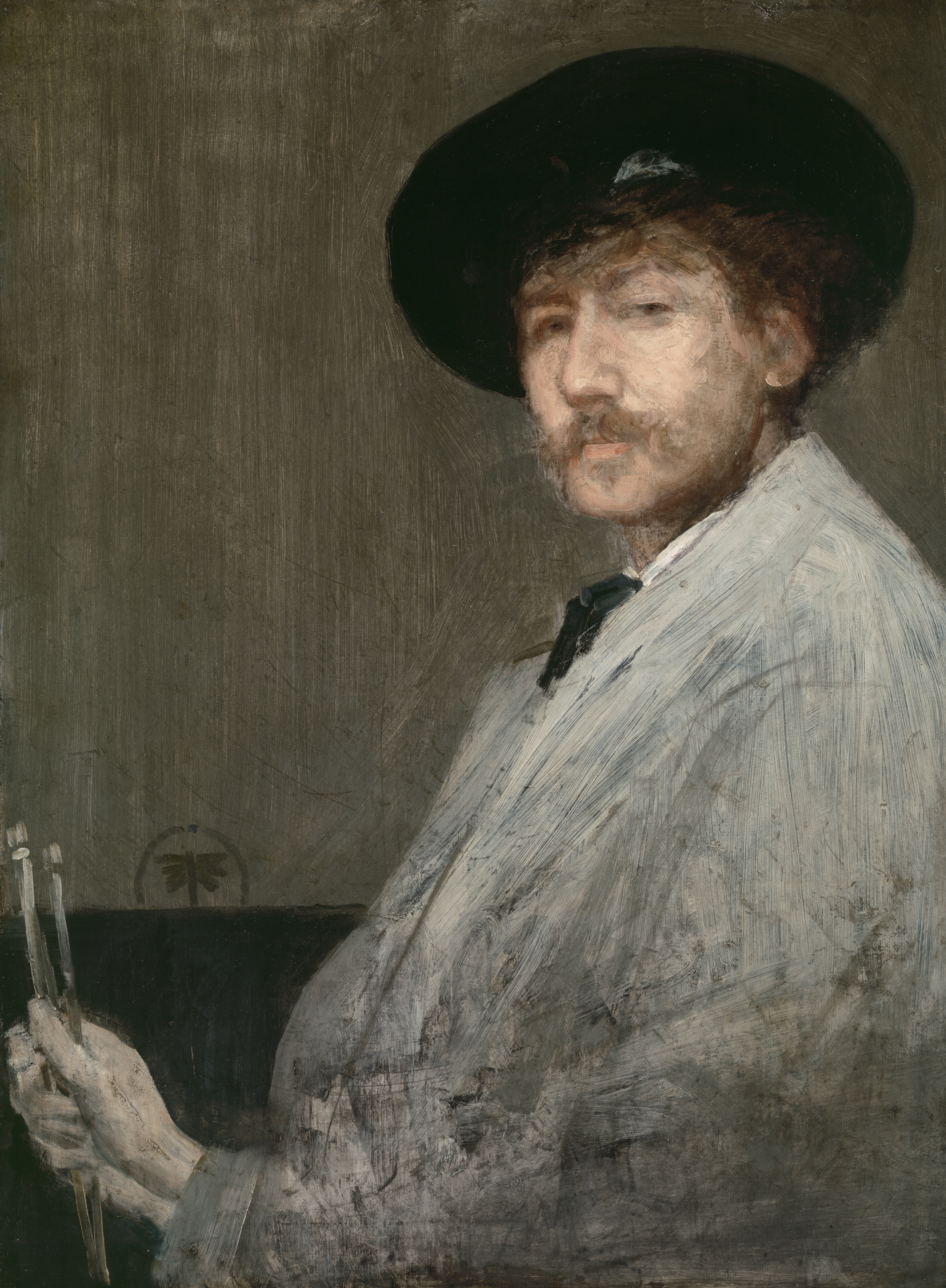
Джеймс Уистлер. Автопортрет. ок. 1872. Детройтский институт искусств

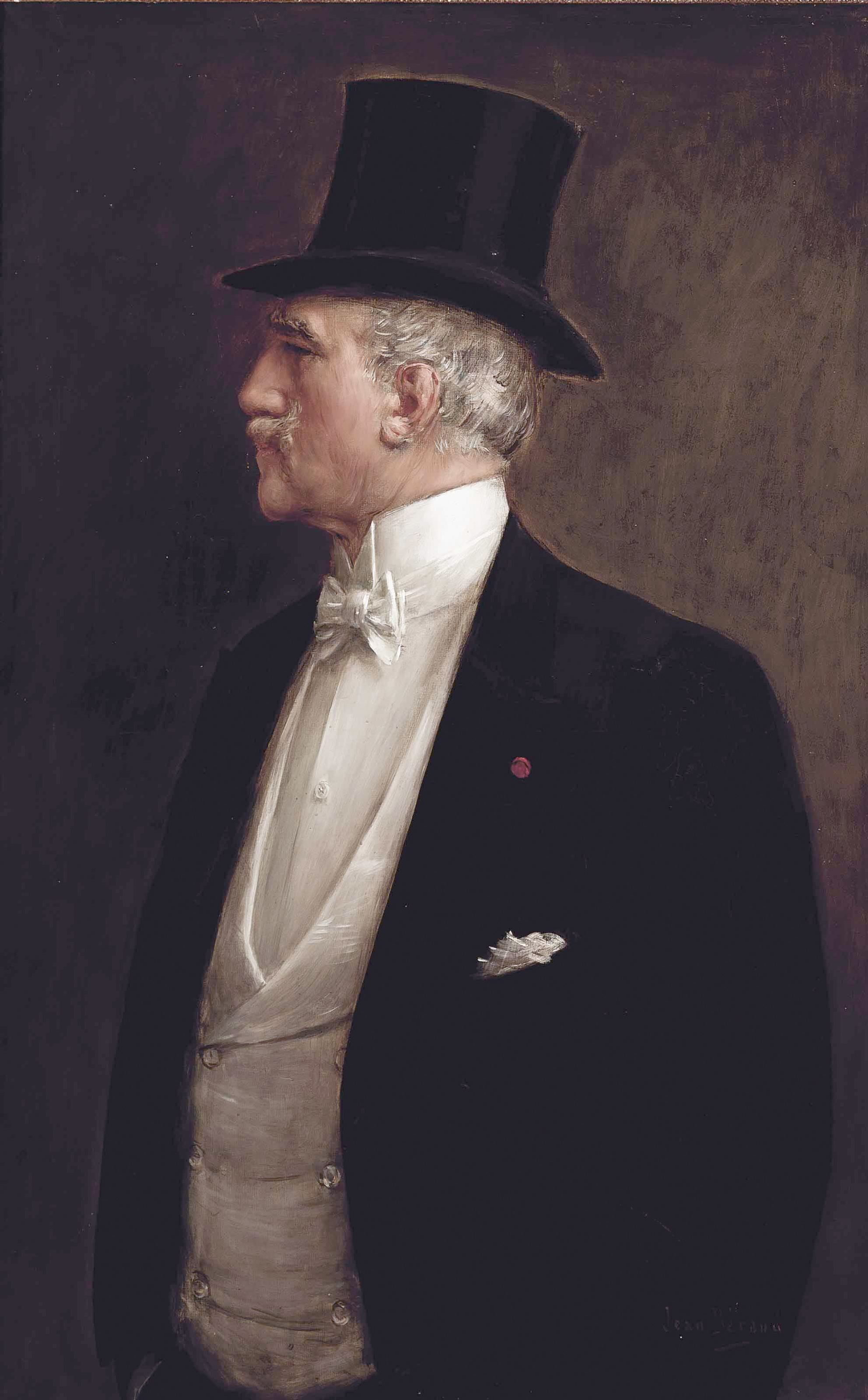
Жан Беро. Автопортрет. ок. 1909

- Жан Беро, французский художник, друг импрессионистов, весьма светский человек, секундант Пруста на дуэли 1897 года; в 1920 году подарил писателю свой крест Почётного легиона[17].
- Поль-Сезар Эллё, французский художник и гравёр, автор рисунка, изображающего Пруста на смертном одре[18].
- В образе Эльстира суммировались представления Пруста об Уистлере, Дега и Моне[16].
- Прототипами Эльстира, «но не как человека, а как художника, как представителя определённого направления в живописи, считают прежде всего импрессионистов во главе с Клодом Моне, но также Э.Мане, Будена, Уистлера, даже Мориса Дени (с которым в молодости дружил Пруст)»[19].
- В своём раннем незавершённом романе «Жак Сантёй» персонажа-художника, предшественника Эльстира, Пруст называет Берготом — это имя в «Поисках» перейдет к писателю[15].

## В экранизациях
- Ролан Топор — «Любовь Свана» Фолькера Шлёндорфа (1984)
- Жан-Клод Друо — «В поисках утраченного времени» Нины Компанеец (2011)

## Комментарии
1. ↑  Первая манера Эльстира — мифологическая, вторая — под японским влиянием, третья — метафорическая (восприятие природы поэтическое)[14][15].